# Холоденко Олександр Васильович
Олександр Васильович Холоденко (нар. 26 серпня 1980) — російський та український футболіст, півзахисник.

## Життєпис
Вихованець одечського «Чорноморця». Дорослу футбольну кар'єру розпочав у тираспольському «Шерифом». У сезоні 1997/98 років зіграв 4 матчі в чемпіонаті Одеської області за «СКА-Лотто-2» (Одеса). Потім виїхав до Росії. У 2000 році грав за «Кристал-2» (Смоленськ) в аматорському чемпіонаті Росії. У 2001 році провів 12 матчів за «Краснознаменск». Потім у тому ж році перейшов у «Кубань», де потім виступав до кінця сезону 2002 року, зіграв за цей час 3 поєдинки.
У 2003 році перебував у заявці аматорської команди «Реал» (Одеса) в аматорському чемпіонаті України. Сезон 2004 року провів в казахстанському клубі «Алмати», в складі якого зіграв 13 матчів у Вищій лізі Казахстану, в міжсезоння виставлений на трансфер.
З 2005 по 2006 рік виступав за аматорську команду «Іван» з Одеси, провів 17 поєдинків та відзначився 4 голами в аматорському чемпіонаті України, ще зіграв 4 матчі та відзначився 1 голом в аматорському кубку України. У 2009 році виступав за ФК «Біляївка».